# American Chemical Society Award in Theoretical Chemistry
Der American Chemical Society Award in Theoretical Chemistry ist seit 1993 jährlich von der American Chemical Society (ACS) für Forschungen in Theoretischer Chemie vergebener Preis.
Er ist mit 5000 Dollar dotiert.

## Preisträger
- 1993 Martin Karplus
- 1994 William H. Miller
- 1995 Bruce J. Berne
- 1996 David Chandler
- 1997 Rudolph A. Marcus
- 1998 John A. Pople
- 1999 Benjamin Widom
- 2000 Ernest R. Davidson
- 2001 Michele Parrinello
- 2002 Klaus Ruedenberg
- 2003 Henry F. Schaefer
- 2004 John C. Tully
- 2005 Eric J. Heller
- 2006 Hans C. Andersen
- 2007 Rodney J. Bartlett
- 2008 William A. Goddard III.
- 2009 Robert G. Parr
- 2010 Björn O. Roos
- 2011 Nicholas C. Handy
- 2012 Peter G. Wolynes
- 2013 Frank H. Stillinger
- 2014 Axel D. Becke
- 2015 Mark S. Gordon
- 2016 Roberto Car
- 2017 Peter Pulay
- 2018 Emily Ann Carter
- 2019 Donald G. Truhlar
- 2020 Abraham Nitzan
- 2021 Sharon Hammes-Schiffer
- 2022 Gustavo E. Scuseria
- 2023 Nancy Makri[1]
- 2026 Garnet K. Chan[2]